# 授刀衛
授刀衛（じゅとうえい）とは、五衛府を補完する目的で授刀舎人寮を改編して天平宝字3年（759年）に設置された令外官。天平宝字8年（764年）に起こった藤原仲麻呂の乱の際には孝謙上皇側の主戦力として大きな役割を果たした後、天平神護元年（765年）に近衛府となり、その後大同2年（807年）には左近衛府となった。

## 授刀衛の成立
慶雲4年（707年）に授刀舎人を統括する令外官として授刀舎人寮が設置される。この時点で授刀舎人寮は五衛府より上格の軍事組織という位置づけを与えられていたが、神亀5年（728年）に授刀舎人寮は中衛府と変わり、令外官ながら五衛府より格上の6番目の衛府となる。この時点で授刀舎人は記録から一旦姿を消すが、天平18年（746年）に騎舎人の名を授刀舎人に改めるという形で授刀舎人（第二次授刀舎人）が復活した。この第二次授刀舎人の任務は皇太子阿倍内親王（後の孝謙・称徳天皇）の警衛であったと言われている。そして天平宝字3年（759年）に第二次授刀舎人を統括する7番目の衛府として授刀衛が設立された。
授刀舎人の性格は明かではないが、第一次および第二次授刀舎人に共通して天皇や皇太子に近侍して警衛などを担う役割であり、天皇の私的な警護兵のような性格を持っていたとも考えられている。またその地位は文官である大舎人の下で武官である兵衛の上とされている。その出身階層は郡司層の地方豪族の子弟が中心で、兵衛と近似している事が知られている。騎舎人については第二次授刀舎人への変更の際の記録にのみ記録が残る存在であり、より実態がはっきりしないが、その名から騎乗する舎人であると思われ、天皇の行幸に随伴して警衛と儀仗を担う存在であったとする説もある。
また授刀舎人を組織して中衛府と授刀衛という五衛府の上位となる二つの衛府を設置した事については、主に二つの理由が指摘されている。
一つ目は、五衛府の弱体化に伴って、それを補完する軍事組織が必要となったとする考え方である。当時の五衛府のうち左右衛士府および衛門府の一部は地方の軍団から出向させられてきた農民出身の兵からなっていたが、彼らは元から戦意が低い上に兵としての素養も乏しく、また本来の任務以外の労役に投入されたり、規定に反して長年月の兵役を強いられることから逃亡兵が続出していた。こうして左右衛士府と衛門府が弱体化するのに応じて左右兵衛府が彼らの役割を補完することが必要となり、更にその穴埋めとして天皇直近の警衛部隊が必要となったとされる。
もう一つの理由は、当時朝廷を支配しつつあった藤原氏、特に藤原仲麻呂が自らの自由になる私兵的存在を求めたからであるという考え方である。既に藤原氏は大伴氏などの昔からの軍事系有力氏族を駆逐して五衛府を掌握していたが、より自由になる存在が欲しかったのではないかとされている。藤原仲麻呂の乱以前の中衛府、授刀衛の長は藤原氏がほぼ独占している。ただし、乱の3か月前に藤原仲麻呂の娘婿であった授刀督藤原御楯が急死したことで、仲麻呂の統制下から離れてしまっている。

## 授刀衛の性格
上記のように授刀衛と中衛府は設置の経緯や所属する将兵（授刀衛は授刀舎人、中衛府は中衛舎人）の出身階層が酷似しているが、両者を比較した場合の相違点として下記の点があげられている。
設立の経緯から一貫して藤原氏（藤原仲麻呂）に忠実であった中衛府と異なり、授刀衛は藤原仲麻呂の乱の際には藤原仲麻呂に敵対する孝謙上皇側の主戦力として大きな役割を担った。これは元々が孝謙上皇の皇太子時代の親衛隊的な存在であったため、授刀衛の長が藤原氏であっても一貫して孝謙上皇に忠誠を置く集団であったからと考えられている。しかも、前述のように授刀督藤原御楯が急死した結果、孝謙上皇が授刀衛を自己の統制下に置くことに成功し、結果的に上皇と対立した藤原仲麻呂を抑圧する役目を果たしたとする見方もある。
また、第二次授刀舎人の前身である騎舎人は、他の舎人や兵衛には見られない「騎馬の舎人」という性格を持っているため、授刀衛自体が騎兵からなる部隊であるという説もあるが、確認できる記録はない。

## 授刀衛の組織
発足当時は督 - 佐 - 尉 - 志の四等官、後に藤原仲麻呂の乱前後に大将 - 中将（少将）- 将監 - 将曹となった。
| 旧官職名 | 新官職名          | 官位相当 |
| -------- | ----------------- | -------- |
| 授刀督   | 授刀大将          | 従四位上 |
| 授刀佐   | 授刀中将 授刀少将 | 正五位上 |
| 授刀大尉 | 授刀将監          | 従六位上 |
| 授刀少尉 |                   | 正七位上 |
| 授刀大志 | 授刀将曹          | 従七位下 |
| 授刀少志 |                   | 正八位下 |

この下の実際の戦力として授刀舎人が定数400名。
中衛府や近衛府では、ほぼ同じ規模の人数に対して、医師、府生、番長、使部、直丁が付属しているが、授刀衛について不明。